# Ely Tacchella
Ely Tacchella (ur. 25 maja 1936 w Neuchâtel, zm. 2 sierpnia 2017) – piłkarz szwajcarski grający na pozycji obrońcy. W swojej karierze rozegrał 42 mecze w reprezentacji Szwajcarii.

## Kariera klubowa
Swoją karierę piłkarską Tacchella rozpoczął w klubie Lausanne Sports. W jego barwach zadebiutował w szwajcarskiej pierwszej lidze. W sezonie 1964/1965 wywalczył z klubem z Lozanny mistrzostwo Szwajcarii. Z kolei w latach 1952 i 1964 zdobywał z nim Puchar Szwajcarii. W 1970 roku odszedł do Neuchâtel Xamax. Po sezonie 1970/1971 zakończył w nim swoją karierę.

## Kariera reprezentacyjna
W reprezentacji Szwajcarii Tacchella zadebiutował 20 maja 1961 roku w wygranym 2:1 meczu eliminacji do MŚ 1962 z Belgią, rozegranym w Lozannie. W 1962 roku został powołany do kadry Szwajcarii na Mistrzostwa Świata w Chile. Na nich był podstawowym zawodnikiem Szwajcarii i rozegrał trzy mecze: z Chile (1:3), z RFN (1:2) i z Włochami (0:3).
W 1966 roku Tacchella był w kadrze Szwajcarii na Mistrzostwa Świata w Anglii. Na tym turnieju wystąpił jeden raz, w meczu z RFN (0:5). W kadrze narodowej od 1961 do 1969 roku rozegrał 42 mecze.